# Toon Disney
Toon Disney – nieistniejący już kanał telewizyjny dla dzieci, należący do holdingu The Walt Disney Company. Stacja rozpoczęła nadawanie w Stanach Zjednoczonych w 1998 roku, a sześć lat później w części krajów Europy i Azji. Po przejęciu nadawcy kanału i bloku programowego Fox Kids, w niektórych wersjach językowych Toon Disney pojawił się blok programowy pod tą nowo zakupioną przez holding marką. Łączenie obu marek dotyczyło krajów, w których istniały kanały Toon Disney, a nie było Fox Kids. Wyjątkiem były Stany Zjednoczone, gdzie Fox Kids istniał jako pasmo programowe kanału Fox Family, a Toon Disney jako odrębna stacja. 13 lutego 2009 roku koncern Disney-ABC Television Group rozpoczął standaryzacje posiadanych marek i zastępowanie marki Jetix marką Disney XD. Zmiana ta objęła także kanały Toon Disney dzielące czas antenowy z Jetix. Kanały Toon Disney, które nie emitowały tego pasma zostały przekształcone w Disney Cinemagic. Wyjątkiem były Włochy, gdzie zdecydowano się całkowicie wycofać stację z anteny, choć już niedługo po tym marka Disney Cinemagic została wykorzystana przez włoski kanał Sky Cinema Family jako weekendowe pasmo filmów animowanych. 
Na kanale emitowane były wyłącznie seriale animowane Walta Disneya, takie jak: Kim Kolwiek, Amerykański smok Jake Long, Byle do przerwy, Lilo i Stitch, Nowa szkoła króla, Brenda i pan Whiskers, Fineasz i Ferb, Wymiennicy, Fillmore na tropie, Lloyd w kosmosie, Maggie Brzęczymucha, Niezwykła piątka na tropie i wiele innych.

## Seriale animowane
- 101 Dalmatyńczyków (serial animowany) (1998-2006)
- Aladyn (serial animowany) (1998-2007)
- Amerykański smok Jake Long (2006-2009)
- Baranek Shaun (2007-2009)
- Brenda i pan Whiskers (2004-2008)
- Byle do przerwy (2002-2009)
- Cafe Myszka (2002-2009)
- Chip i Dale: Brygada RR (1998-2006, 2007-2008)
- Dzielny Agent Kaczor (1998-2004)
- Fillmore na tropie (2004-2006)
- Fineasz i Ferb (2008-2009)
- Goofy i inni (1998-2005, 2006-2008)
- Gumisie (1998-2001)
- Kacza paczka (1998-2004)
- Kacze opowieści (1998-2004)
- Kim Kolwiek (2004-2009)
- Legenda Tarzana (2001-2006)
- Lilo i Stitch (serial animowany) (2005-2008)
- Lloyd w kosmosie (2002-2004, 2006-2007)
- Mała księga dżungli (1998-2001)
- Mała Syrenka (serial animowany) (1998-2007)
- Mary-Kate i Ashley w akcji (2002-2003)
- Myszka Miki i przyjaciele (1998-2002)
- Nowa szkoła króla (2006-2009)
- Nowe przygody Kubusia Puchatka (1998-2004, 2007)
- Produkcje Myszki Miki (2001-2003)
- Sabrina (serial animowany) (2002-2006)
- Super Baloo (1998-2006, 2007-2008)
- Szmergiel (serial animowany) (1998-2004)
- Timon i Pumba (1998-2009)
- W.I.T.C.H. Czarodziejki
- Wymiennicy (2007-2009)

i wiele innych